# Calgary Event Centre
 (mars 2025).
Le Scotia Place est une salle omnisports en construction qui est située à Calgary, Alberta, Canada. Elle remplacera le Scotiabank Saddledome, domicile des Flames de Calgary de la Ligue nationale de hockey. Il pourra accueillir jusqu'à 18 400 personnes.

## Histoire

### CalgaryNEXT
Le projet du Calgary Event Centre remplace un plan de 2015 appelé CalgaryNEXT, qui aurait remplacé le Scotiabank Saddledome et le Stade McMahon pour les équipes de hockey professionnel et de football canadien de Calgary. Cette proposition comportait deux bâtiments : un centre d'événements de 19 000 à 20 000 sièges pour servir de nouvel arène à domicile de deux clubs de hockey, les Flames de Calgary de la Ligue nationale de hockey et les Hitmen de Calgary de la Ligue de hockey de l'Ouest ainsi que l'équipe de crosse des Roughnecks de Calgary ; et un stade de football de 40 000 places et un terrain de campagne pour les Stampeders de Calgary de la Ligue canadienne de football et servir d'espace public d'entraînement et d'activité. Le complexe était initialement prévu dans le West Village, le long de la rivière Bow pour le « centre d'activité sportive professionnelle et amateur ».
La réaction immédiate des politiciens locaux à la proposition CalgaryNEXT a été mixte ; ils ont soutenu le plan de réaménagement de la zone de West Village, mais beaucoup - y compris le maire Naheed Nenshi - ont exprimé leur inquiétude à propos de la proposition, qui aurait pu obliger la ville à financer initialement entre 440 et 690 millions de dollars du coût prévu, récupéré selon les promoteurs sur une longue période de temps. La ville aurait été propriétaire des installations, qui auraient été gérées par la société privée Calgary Sports and Entertainment Corporation (CSEC) - exonérant ainsi le terrain des impôts de propriété - mais n'aurait reçu aucune part des bénéfices.
Le coût initialement prévu était de 890 millions de dollars,, mais un rapport de la ville de Calgary publié en avril 2016 a estimé que CalgaryNEXT coûterait environ 1,8 milliard de dollars, les contribuables payant jusqu'à deux tiers du total.
En avril 2017, le conseil municipal de Calgary a voté à l'unanimité pour soutenir un « plan B » près du Saddledome.

### Nouvelle proposition
Le 12 septembre 2017, le président et chef de la direction des Flames, Ken King, a déclaré que l'équipe ne poursuivait plus le projet CalgaryNEXT, car « nous travaillons depuis longtemps à essayer de trouver une formule qui fonctionne vraiment pour remplacer ce bâtiment, nous avons vraiment fait de notre mieux et je suis malheureusement arrivé à la conclusion et je suis très déçu de ne pas pouvoir conclure un accord qui fonctionne pour nous ». Le maire Naheed Nenshi a par la suite proposé un partenariat dans lequel une partie du coût du « plan B » serait prise en charge par la ville, et le reste serait couvert par la propriété de l'équipe et les suppléments pour les utilisateurs[pas clair]. King s'est opposé à cette proposition.
Le 30 juillet 2019, le conseil municipal de Calgary a approuvé un nouveau centre d'événements de 550 millions de dollars. La nouvelle arène sera située au nord du Saddledome, dans le quartier de Victoria Park. La construction du bâtiment commencera en 2021 et il aura une capacité d'environ 19 000 personnes. Les plans pour le Centre d'événements incluent également la possibilité d'une arène plus petite pour remplacer le Stampede Corral. La ville de Calgary sera propriétaire du centre des événements et le CSTC responsable de l'exploitation et de l'entretien de l'installation en vertu d'un bail de 35 ans, qui comprend une clause de non-réinstallation pour les Flames pendant cette période. Le Saddledome sera démoli une fois la nouvelle arène ouverte.